# 단백질 열량 영양장애
단백질 열량 영양장애(蛋白質熱量營養障碍, 영어: protein energy malnutrition, PEM)은 단백질과 열량 섭취가 모두 부족한 사람에게 발병할 수 있다. 그 중에서 특히 열량이 결핍되면 마라스무스(marasmus)라고 하는 결핍 상태가 일어날 수 있으며, 단백질 섭취가 불충분하다면 기존의 질병과 복합적으로 작용하는 콰시오커(Kwashiorkor)라는 영양불량 상태가 초래된다.

## 콰시오커(Kwashiorkor)

### 정의
콰시오커는 가나의 말로서 "동생이 태어남에 따라 첫째아이가 걸리는 질병"이라는 뜻이다. 아프리카나 인도 등 저개발 국가에서는 만 1~1.5세가 된 아이의 어머니가 다시 임신을 하거나 동생을 출산하게 되면 첫아이에 대한 모유 수유가 불가능하여 대신 뿌리나 묽은 죽 등을 먹이게 된다. 그렇게 되면 전체 열량 섭취에 비해 단백질 섭취가 매우 낮아지면서 섬유질은 많이 섭취하게 된다. 여기에 감염, 기생충 감염 또는 곡류 곰팡이 등에 의한 독성물질에 노출되면 열량 필요량과 단백질 필요량은 더욱 증가하여 열량 섭취는 겨우 충족되는 수준이고 단백질 필요량은 충족되지 않는 상태가 된다.
콰시오커는 극심한 단백질-에너지 영양실조의 한 형태이며 부종이나 수종, 과민성, 식욕부진, 피부 궤양, 그리고 지방간을 유발시키는 특징을 가지고 있다. 
충분한 열량 섭취와 충분한 단백질 소비를 함께하는 것에서 마라스무스와 차이를 보인다.
콰시오커는 음식 공급이 어렵고 기아와 기근에 시달리고 있는 지역에서 발생을 하며 선진국에서는 콰시오커를 보기가 어렵다.
자메이칸 소아과의사 'Cicely Williams'는 콰시오커라는 이름을 1935년에 의학계에 있는 그녀의 Lacet 기사에 기재했다.
이 질병의 이름은 가나어에서 왔으며, ‘새 애기가 탄생할 때 그 애기가 가지는 병’이라는 뜻을 가지고 있이며, 또 새 아기가 태어났을 때 그전에 태어난 아기가 젖을 떼기 전의 성장과정을 비춰 준다.
젖은 아이의 성장에 필요한 단백질과 아미노산을 함유하고 있다. 위험한 상황 속에서는, 콰시오커는 특히 녹말이나 단백질 결핍, 아이가 어머니의 젖을 뗀 후에 발생 한다.

### 증상
설사, 무감각(apathy), 성장부진, 체중감소, 감염, 무기력함, 환경에 대한 부적응 등이 있다. 또 다른 증상으로는 머리카락의 변화, 비늘 모양의 피부, 지방간, 근육량 감소, 배와 다리의 심한 부종 등이 있다. 쿼시오커는 피하지방을 어느 정도 가지고 있으며 부종이 특징적이다. 또한 이들 어린이는 거의 움직이지 않는다.
콰시오커의 대표적인 증상들은 영양부족으로 시달리고 있는 아이에게 부종이 생긴다. (발목과 발이 부풀기도 함)
배가 부풀고, 지방간이 생기며, 얇은 머리카락, 이빨이 없어지고, 피부가 탈색이 되며, 피부염에 걸리는 것도 이 질병의 증상에 포함이 된다. 콰시오커를 가진 아이들은 종종 민감해지고 식욕이 없어진다.
콰시오커의 피해자들은 디프테리아와 장티푸스를 포함한 질병들과 대항하는 백신 접종에서의 항체 생성에 실패를 한다.
일반적으로 이 질병은 음식에 단백질을 첨가하면 치료가 가능하다. 하지만, 콰시오커는 아이의 신체와 정신 발달에 큰 충격을 줄 수가 있으며 이런 격한 증상들이 아이를 죽음으로 이끌 수도 있다.
건조한 기후에서는, 영양실조 와 관련된 질병중 마라스무스가 콰시오커보다 더 많이 일어난다.

### 원인
콰시오커는 극심한 영양실조의 한 형태이며, 단백질섭취의 결핍이 이 질병의 발병 원인이다.
극심한 단백질 부족은 위장 시스템의 삼투압 불균형을 유발 시켜 장이 부풀게 되며, 신체의 물을 보존 하는데 문제가 생긴다. 
콰시오커에 시달리는 것을 보호해주는 유동체 보존은 림프샘과 모세혈관 교체에 불규칙성의 직접적인 결과를 초래한다.
림프샘은 세가지의 큰 용도를 가지고 있다: 유동체 회복, 면역질, 그리고 지질 흡수를 한다.
콰시오커의 피해자들은 보통 유동체를 회복하는 능력이 감소 되었으며, 면역 시스템 생성 실패, 그리고 낮은 지질 흡수를 하며 모두 극심한 영양 부족의 결과로부터 온 것이다. 림프샘에서 유동체 회복을 하면 물과 단백질을 재흡수하여 혈액에 돌아오게 된다.
절충된 유동체 회복은 영양 부족에 걸린 아이들의 배가 팽창하는 것으로부터 보호해주는 결과를 가져온다.
모세혈관의 교체로 림프관과 혈관의 성장이 방해되어 액체의 압력의 경사도를 효과적으로 극복할 수가 있다.
주로 단백질, 알부민은 교질삼투압(COP)를 만드는 역할을 하며 혈액과 조직의 분비액을 보호해준다.
혈액과 조직의 COP의 차이점은 삼투압이다.
삼투압은 정수압과 정반대의 기능을 하며,또한 물을 다시 삼투압으로 모세혈관으로 끌어들이는 경향이 있다.
하지만, 단백질 부족 때문에, 실질적인 압력경도가 없어 조직에서 유체를 혈관으로 끌어들일 수가 없다.
유체가 고여서 생기는 결과로는 배가 팽창과 함께 부풀게 되는 결과를 가져온다.
낮은 단백질 섭취는 몇 개의 구체적인 증상들을 유발 시킨다 : 손과 발에 부종 생성, 과민성, 식욕 부진, 상피 세포 발진, 머리 퇴색, 그리고 지방간
전형적으로 북부가 부푸는 것은 이 두 원인 때문에 발생한다 : 알부민 과소 혈증 (저 삼투압), 그리고 지방간. 영양에 대한 무지도 한 원인이 될 수가 있다.	
코넬 대학교에서 국제 영양 프로그램의 관리자 Latham은 Keith Rosenberg와 함께 아이들에게 카사바를 메긴 부모들은 아이가 단백질 음식을 부족하게 섭취했음에도 불구하고 증후군 때문에 발생한 부종과 아이가 영양 상태가 좋다고 우기기 때문에 영양 실조를 인지하는데 실패한다고 증언을 했다. 
단백질은 오직 신진 대사의 목적으로 공급이 되어야 한다. 신체적으로 이화 작용을 하기 위한 조건을 만족하기 위해서는 탄수화물과 지방이 충분히 필요로 한다.
단백질의 이화 작용은 간에 위치해 있는 요소 회로에 관여되며, 이미 파괴된 장기의 기능을 쉽게 궤멸시킬 수가 있다. 이 증상의 결과로 발생하는 간부전은 생명에 치명적일 수가 있다. 이로써 콰시오커 환자들에게는, 단백질을 포함한 식품을 반드시 섭취하게 해야 한다.
객관적인 해법은 감염된 유제품으로부터 멀리하고, 단백질 재료를 1일 권장량만큼의 섭취량을 늘린다.

## 마라스무스(Marasmus)

### 정의
마라스무스는 '소모된다'는 뜻이다. 전형적으로 영양에서 발생하는 것으로 서서히 굶어죽어 가면서 나타난다. 이는 단백질과 열량을 비롯한 다른 영양소를 최소량 섭취함으로써 일어난다.
마라스무스는 보통 영아들에게 발생하는데 생후 몇 개월 안에 모유 수유가 중단되었거나 모유 수유를 하지 않은 경우에 생긴다.

### Marasmus
마라스무스는 격렬한 영양실조의 형태이며 에너지 결핍의 특징을 가지고 있다.
어린아이가 마라스무스를 가지게 되면 메마르게 보일 것이다.
마라스무스의 증상을 가진 사람들은 보통 사람의 나이에 따른 정상적인 몸무게의 60%미만으로 감소 할 것이다.(예상)
마라스무스는 1살 전의 아이들에게 많이 발생하는 반면에 쿼시오커는 18개월 이상 된 어린 아이들에게 많이 발생한다.
마라스무스는 쿼시오커와 비교가 된다. 쿼시오커는 적당한 에너지 섭취를 했음에도 발생하는 단백질 결핍인 반면 마라스무스는 단백질을 포함한 모든 형태의 에너지를 부적당하게 섭취를 하여 발생을 한다.
쿼시오커에서의 단백질 소모는 부종을 유발 할 수도 있다.
마라스무스는 쿼시오커보다 예측하기가 더 쉬우나 심하게 영양부족에 시달리는 아이들은 적절한 치료 없이 죽어간다.
“마라스무스”라는 단어는 그리스의 ‘시 들고 마라스무스’(썩다, 부괘)의 그리스어로부터 왔다.

### 증상
뼈와 피부밖에 남지 않게 되며 피하지방이 없거나 거의 없는 상태가 되며 사망, 뇌의 성장이 감소되거나 지연되어 지적 성장의 감소가 일어난다.
영양실조에 포함되어 있는 마라스무스(marasmus)는 변하기 쉬운 부종 뿐만 아니라 근육 파괴, 조직 파괴등의 질병을 유발 시킨며 피부건조와 엉덩이 살(둔근), 겨드랑이의 피부주름이 없어지는 흔한 증상들을 포함한다. 또한 엉덩이나 넓적 다리에 극심한 지방 조직 손실을 가져오기도 한다. 종종 까다롭고, 짜증나고, 미친듯한 배고픔으로 인해 고통을 겪는다.

### 원인
마라스무스는 거의 모든 영양소, 특히 단백질과 탄수화물, 지질의 심한 결핍의 
원인으로 나타나는 증상이다.

### 치료
이 증상의 원인뿐만 아니라 감염, 탈수증, 그리고 순환과 같은 복잡한 질환들이 포함되어 있으며, 이러한 질환들은 종종 무시될 경우 치명적인 높은 치사율을 가져오므로 치료가 필요로 한다.
마지막으로 마라스무스는 신체의 단백질 합성 능력이 사라질 경우 다시는 돌아올 수 없을 정도로 이 증상이 진행이 될 수가 있다.
이러한 시점까지 오게 되면 이 증상을 고치기 위해 음식이나 단백질을 주는 시도는 무의미 해진다.